# Артюхов, Александр Викторович
Александр Викторович Артюхо́в (род. 20 июля 1970, Уральск Казахская ССР, СССР) — генеральный директор АО «Объединённая двигателестроительная корпорация» с 18 июля 2015 до 31 января 2023 года.
Заслуженный машиностроитель Республики Башкортостан. Депутат Государственного Собрания — Курултая Республики Башкортостан 3-го, 4-го и 5-го созывов, член Бюро Центрального Совета общественной организации «Союз машиностроителей России».

## Биография
Родился 20 июля 1970 года в городе Уральске Казахской ССР.
В 1996 году окончил Уфимский государственный авиационный технический университет по специальности «Экономика и управление в машиностроении».
В 1998 году окончил Академию государственной службы и управления при Президенте Республики Башкортостан по специальности «Финансовый менеджмент».
Имеет учёную степень кандидата технических наук.

### Профессиональная деятельность
В 1993—2005 годах — заместитель генерального директора по экономическим вопросам; начальник финансового отдела ОАО «УМПО»;
В 2005—2006 годах — исполнительный директор ОАО «УМПО»;
В 2006—2011 годах — генеральный директор ОАО «УМПО»;
В 2011—2015 годах — управляющий директор ОАО «УМПО»;
С июля 2015 года — генеральный директор АО «ОДК» (входит в Госкорпорацию Ростех).

### Семья
Женат, три дочери и сын.

## Награды и звания
- В 2021 году награждён орденом «За заслуги перед Отечеством» 4 степени.
- В 2020 году присвоено звание «Почётный моторостроитель УМПО»[10].
- В 2019 году награждён орденом «За заслуги перед Республикой Башкортостан»[11].
- В 2018 году объявлена Благодарность Президента Российской Федерации.
- В 2017 году награждён Орденом «За военные заслуги» и почётным знаком генерального директора Государственной корпорации Ростех «За заслуги».
- В 2016 году за достигнутые трудовые успехи, активную общественную деятельность и многолетнюю добросовестную работу награждён Почётной грамотой Президента Российской Федерации[12].
- В 2015 году за заслуги в области военно-технического сотрудничества награждён знаком отличия ФСВТС России; почётным знаком «За вклад в развитие спорта в Республике Башкортостан» и почётным знаком Олимпийского комитета России «За заслуги в развитии Олимпийского движения в России».
- В 2013 году Указом Президента Российской Федерации за достигнутые трудовые успехи и многолетнюю добросовестную работу награждён Орденом Почёта[13].
- В 2010 году за многолетний добросовестный труд и большой личный вклад в развитие авиационной промышленности объявлена благодарность Министерства промышленности и торговли Российской Федерации.
- С 2009 года — заслуженный машиностроитель Республики Башкортостан.